# Johannes Girtanner von Luxburg
Johannes Girtanner von Luxburg, bis 1776 Johannes Girtanner (* 1705 in St. Gallen; † 1781 in Zweibrücken), war hessen-darmstädtischer und fürstlich pfalz-zweibrückischer Geheimer Rat. Er ist der Stammvater der Freiherren von Luxburg.

## Leben
Er entstammte einem St. Galler Ratsgeschlecht, sein Vater war Friedrich Girtanner. Er wurde durch Salzhandel wohlhabend. 1761 erwarb er den adligen Freisitz Luxburg bei Egnach am Bodensee. 1776 wurde er durch Kaiser Joseph II. in den Reichsritterstand und drei Jahre später (1779) mit seinen männlichen und weiblichen Nachkommen in den Reichsfreiherrenstand erhoben. Sein Sohn Johann Friedrich von Luxburg erwarb 1790 für sich und seine Nachkommen die Reichsgrafenwürde.